# Donji Gajtan
Donji Gajtan (izvirno srbsko Горњи Гајтан) je naselje v Srbiji, ki upravno spada pod Občino Medveđa; slednja pa je del Jablaniškega upravnega okraja.

## Demografija
V naselju, katerega izvirno (srbsko-cirilično) ime je Горњи Гајтан, živi 74 polnoletnih prebivalcev, pri čemer je njihova povprečna starost 49,1 let (44,5 pri moških in 55,3 pri ženskah). Naselje ima 36 gospodinjstev, pri čemer je povprečno število članov na gospodinjstvo 2,42.
To naselje je, glede na rezultate popisa iz leta 2002, večinoma srbsko.
|  |

| Demografija | Demografija     | Demografija     |
| Leto        | Št. prebivalcev | Št. prebivalcev |
| ----------- | --------------- | --------------- |
|             |                 |                 |
|             |                 |                 |
|             |                 |                 |
|             |                 |                 |
| 1948        | 560             |                 |
| 1953        | 578             |                 |
| 1961        | 490             |                 |
| 1971        | 302             |                 |
| 1981        | 163             |                 |
| 1991        | 106             | 105             |
| 2002        | 87              | 87              |
|             |                 |                 |

| Etnična sestava po popisu iz leta 2002 | Etnična sestava po popisu iz leta 2002 | Etnična sestava po popisu iz leta 2002 | Etnična sestava po popisu iz leta 2002 | Etnična sestava po popisu iz leta 2002 |
| -------------------------------------- | -------------------------------------- | -------------------------------------- | -------------------------------------- | -------------------------------------- |
| Srbi                                   | Srbi                                   |                                        | 77                                     | 88,50%                                 |
| Črnogorci                              | Črnogorci                              |                                        | 10                                     | 11,49%                                 |
| Neznano                                | Neznano                                |                                        | 0                                      | 0,0%                                   |